# Dublin
Dublin (Baile Átha Cliath în irlandeză) este capitala și cel mai mare oraș a Irlandei, cu o populație de 553.165 de locuitori și cu peste 1,1 milioane în zona metropolitană a comitatului Dublin. Orașul este situat pe malurile râului Liffey.

## Nume
Numele englezesc Dublin se zice că este derivat de la numele irlandez Dubh Linn, care înseamnă baltă neagră. Totuși, mulți istorici nu agreează acestă etimologie fiindcă numele contemporan irlandez al orașului este Baile Átha Cliath, nu Dubh Linn.
Prima referință la oraș a fost în scrierile lui Ptolemeu în anul 140, unde se referea la oraș ca 
Eblana. Numele Eblana este destul de apropiat de Dublin ca să pună dubii asupra derivației de la Dubh Linn.
Un cuvânt similar cu Dubh Linn se poate găsi în limba islandeză - "djúp lind", care înseamnă baltă adâncă.

## Clima
Temperat-marina cu temperaturi medii anuale de +4 grade Celsius in ianuarie si +16 grade Celsius in iulie. Precipitatii medii anuale: 750 mm/m².

## Istorie
Prima așezare pe teritoriul orașului a fost Áth Cliath, o așezare celtică. După aceea, în secolul IV, vikingii au fondat o altă așezare (numele presupus fiind Dubh Linn). După invazia normandă a Irlandei, Dublin a devenit capitala Irlandei, și după secolul XVII, orașul s-a dezvoltat rapid. O multitudine de războaie în prima jumătate a secolului XIV au distrus orașul, lăsând multe din edificiile sale istorice în ruine. Statul Liber Irlandez a reconstruit parte din oraș, dar Dublinul a rămas parțial distrus. După anii 1960, când Irlanda a devenit mai stabilă, orașul a fost  modernizat încet, dar reconstruirile majore și dezvoltările infrastructurale au început numai în anii 1990, în timpul Tigrului Celtic, când Irlanda a trecut printr-o dezvoltare economică foarte rapidă. În ultimii ani, Dublin a devenit un oraș mult mai modern dar a conservat părți din istoria sa. Infrastructura orașului a ajuns la niveluri europene și este în continuă dezvoltare.

## Cultură
Dublin este un centru cultural major în Irlanda. Cartierul Temple Bar este o zonă cunoscută mondial pentru viața sa de noapte și este populată cu persoane din Regatul Unit și alte părți ale Europei. Orașul are o comunitate homosexuală în creștere, deși homosexualitatea nu a fost legalizată decât în 1992 după un caz în Curtea Europeană a Drepturilor Omului.
Este orasul in care s-au născut sau în care au trăit mulți scriitori remarcabili, cunoscuți în toată lumea. Primul scriitor de renume din Dublin a fost Jonathan Swift (1667-1745). Cel mai mare dintre ei a fost James Joyce (1882-1941), care a revoluționat literatura prin romanul sau “Ulise” in 1922, care este plin de detalii despre Dublinul din anii 1920. Alți patru scriitori au primit premiul Nobel pentru literatură: William Butler Yeats (1865-1939), laureat Nobel în 1923, George Bernard Shaw (1856-1950) -1925, Samuel Beckett (1906-1989) -1969, Seamus Heaney (1939-2013) - 1995.
În Dublin se găsesc cele mai mari și prestigioase muzee din Irlanda: Muzeul Irlandez de Artă Modernă, Galeria Națională Irlandeză, Galeria Municipală Hugh Lane, Biblioteca Chester Beatty și trei filiale ale Muzeului Național al Irlandei.

## Infrastructură

### Comunicații
Radio Telifís Éireann, compania națională de televiziune și radio, are sediul său la Dublin. TV3, singurul canal de televiziune privat, este de asemenea bazat în Dublin, deși majoritatea programelor sale sunt importate din Regatul Unit și Statele Unite ale Americii. An Post, serviciul poștal irlandez, și Eircom, cea mai mare companie de telecomunicații din țară, au ambele bazele principale la Dublin.

### Educație

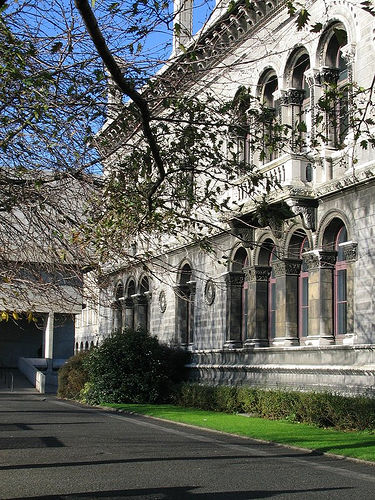
Colegiul Trinity din Universitatea din Dublin

Dublin este cel mai mare centru de învățământ din Irlanda, cu trei universități. Universitatea din Dublin se află în centrul orașului și este cea mai veche din Irlanda, fondată în secolul XVI. Singurul său colegiu constitutiv, Trinity College (TCD) a fost consacrat printr-un act semnat de către regina Elisabeta I a Angliei. Universitatea Națională a Irlandei (NUI) fondată în 1854, este acum cea mai mare universitate din Irlanda, cea mai recentă fiind Universitatea Orașului Dublin (DCU) fondată în 1975. Această universitate este specializată în afaceri, inginerie, știința și industrie.
În afară de cele trei universități principale, există diverse alte instititute și facultăți de învățământ. Printre ele se numără Colegiul Regal al Chirurgilor, a școală medicală independentă fondată pe timpul când Irlanda încă făcea parte din Imperiul Britanic. În acest oraș are sediul și Institutul de Tehnologie din Dublin, un colegiu tehnic modern specializat în cursuri tehnice și artistice. În final, sunt două instituții care predau exclusiv studii artistice: Colegiul Național de Artă și Design, și Institutul de Artă, Design și Tehnologie din Dun Laoghaire.

### Transport
Dublin este centrul rețelei irlandeze de transport. Portul din Dublin (Dublin Port) este cel mai mare port al țării, și Aeroportul din Dublin (Dublin Airport) este cel mai important aeroport din Irlanda, având cel mai mare trafic de pasageri de pe insulă. Gările principale a orașului sunt Gara Heuston și Gara Connolly. Heuston este folosită pentru servicii feroviare care merg spre sudul Irlandei, pe când Connolly servește rutele spre Comitatul Sligo și spre Irlanda de Nord.

#### Șosele
Orașul este traversat de diverse șosele și autostrăzi naționale. Printre cele mai importante este șoseaua M50, o autostradă cu două benzi în fiecare direcție care conectează părțile sudice, vestice și nordice a orașului. M50 înca este în construcție, planul de dezvoltare fiind de a adăuga încă o bandă în fiecare direcție și de a completa șoseaua ca să înconjoare tot orașul.

#### Transport în comun

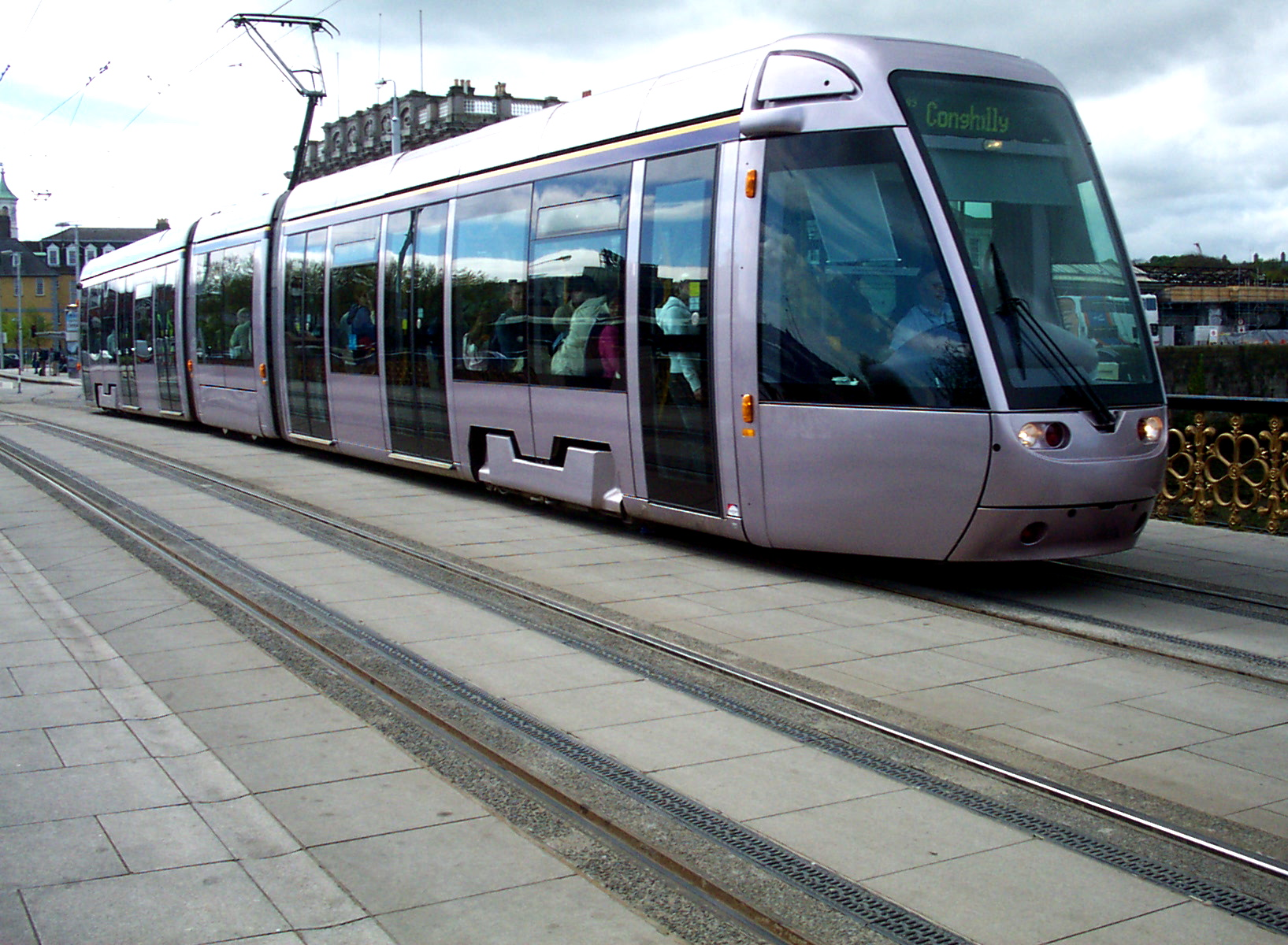
Un tramvai din sistemul Luas

Dublin avea în ultimele decenii un sistem de transport în comun destul de slab dezvoltat. După anii 1990, investițiile în acest sistem s-au majorat și acum orașul are un sistem relativ avansat și modern pe plan european.
Orașul este servit de o linie de trenuri suburbane - Dublin Area Rapid Transit, sau DART. Trenurile sunt destul de rapide și dese deși acoperirea liniei nu este adecvată pentru mărimea orașului. În afară de sistemul feroviar există un sistem nou de tramvai, deschis în 2004, care se cheamă Luas. Acest sistem este foarte modern și eficient, și este compus din două linii - cea verde și cea roșie - care conectează gările principale a orașului și oferă o legătură rapidă între centru și suburbiile din sud.
Al treilea sistem de transport în comun este cel de autobuz, administrat de Bus Átha Cliath sau Dublin Bus. Rețeaua de autobuze, cu peste 200 de rute, este foarte extinsă având în vedere mărimea orașului. Există și o rețea de 24 de linii de autobuze de noapte numite Nitelink.

## Politică

### Administrația orașului

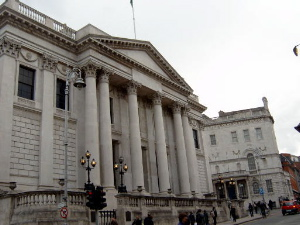
Primăria din Dublin, sediul consiliului orașenesc

Dublin-ul este administrat de Consiliul Orașului Dublin, șeful căruia este primarul orașului, ales pentru un termen de doar un an. Consiliul este bazat în două locuri - sediul este Primăria din Dublin, care a devenit primărie în anii 1850, iar o proporție semnificativă din angajații administrativi a consiliului sunt bazați la Oficiile Civile.

### Guvernul național

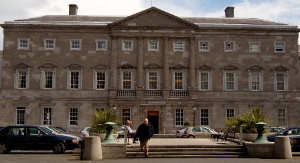
Casa Leinster, sediul parlamentului

Fiind capitala Irlandei, Dublin este sediul guvernului național și a structurilor politice centrale. În Dublin se găsește Parlamentul Național Irlandez (Oireachtas Éireann), care este format din Președintele Irlandei și cele două camere parlamentare - Dáil Éireann (Camera Deputaților) și Seanad Éireann (Senatul). Președintele Irlandei trăiește la Áras an Uachtaráin, fosta reședință a guvernatorului-general a Statului Liber Irlandez. Reședința este situată în cel mai mare parc a orașului, Parcul Phoenix. Ambele camere a parlamentului se întâlnesc la Casa Leinster (Leinster House), în sudul orașului. Această structură a cazat parlamentul de la formarea Statului Liber Irlandez în 6 decembrie 1922.
Guvernul Irlandei este bazat într-un complex cunoscut ca Blocurile Guvernamnetale Irlandeze, planificate de arhitectul Aston Webb, care a proiectat și fațada Palatului Buckingham din Londra.

## Personalități născute aici
- Edmund Burke (1729 - 1797), om de stat;
- Antoine Thomson d'Abbadie (1810 - 1897), explorator, geograf, etnolog, lingvist și astronom francez de origine bască;
- George Salmon (1819 - 1904), matematician;
- Oscar Wilde (1854 - 1900), scriitor;
- William Morrow (1873 - 1931), editor;
- James Joyce (1882 - 1941), scriitor (unul dintre cei mai mari din secolul al XX-lea);
- Iris Murdoch (1919 - 1999), scriitoare, filozof;
- Brendan Behan (1923 - 1964), scriitor;
- Patrick Cooney (n. 1931), om politic, europarlamentar;
- Proinsias De Rossa (n. 1940), om politic, europarlamentar;
- Pat Cox (n. 1952), om politic;
- Síle de Valera (n. 1954), om politic, europarlamentar;
- Sinéad O'Connor (n. 1966), cântăreață;
- Síofra O'Leary (n. 1968), avocată și judecătoare irlandeză la Curtea Europeană a Drepturilor Omului;
- Sheamus (n. 1978), actor, wrestler;
- Rosanna Davison (n. 1984), fotomodel.